# Lega sindacale dei minatori della valle del Jiu
La Lega sindacale dei minatori della valle del Jiu (in rumeno: Liga Sindicatelor Miniere din Valea Jiului) rappresenta l'organizzazione sindacale di difesa dei minatori della valle del Jiu. 

## Adesione
L'appartenenza all'Unione è volontaria, anche se è ampiamente accettato che tutti i membri abbiano la loro singola unione. L'appartenenza all'Unione comprende i minatori in servizio attivo e quelli in pensione. 
I membri pagano all'Unione circa l'1,5% dei loro stipendi mensili (al netto delle imposte sul reddito) in quote associative di base. Tuttavia, i membri devono pagare altre tasse previste anche per i progetti dell'Unione. Queste includono la sponsorizzazione della squadra di calcio Jiu Petrosani (che l'Unione sostiene perché rappresenta la Valle del Jiu), così come i fondi per le società sportive dei minatori locali (quasi ogni miniera ha una squadra di calcio, anche se Farkaslaka ha anche una squadra di rugby e l'Aninoasa ha un club di tiro con l'arco e una sorta di squadra di bowling).

## Organizzazione e leadership
Secondo la legge romena, i rappresentanti sindacali devono essere dipendenti delle istituzioni / aziende dei lavoratori che rappresentano. Una volta che un membro viene eletto come rappresentante sindacale, rimane per un anno dipendente dalle rispettive organizzazioni con la possibilità di un secondo incarico. Tuttavia, per tutta la durata della carica nel sindacato il suo stipendio viene pagato dall'organizzazione sindacale. L'azienda è tenuta per legge a dare ai rappresentanti eletti dell'unione un congedo non retribuito fino al termine del mandato ed è tenuta a conservare la mansione per quando riprenderà l'attività. La durata del mandato per il rappresentante sindacale è di un anno, tuttavia questo può variare (ad esempio, i rappresentanti del sindacato di Paroşeni possono essere eletti per mandati di due anni). 
Ogni settore ha la propria organizzazione sindacale, che è divisa per aree funzionali (ad esempio, sicurezza, produzione, trasporto). Ogni distretto elegge il proprio rappresentante sindacale di settore. Questi rappresentanti costituiscono il consiglio dell'unione, ma non hanno potere rappresentante nell'unione in quanto rappresentano solo una parte della sezione nel consiglio. Tuttavia, la dirigenza sindacale e del complesso dei Rappresentanti (ad esempio, presidente del sindacato) è eletta con un voto generale di tutti i membri del sindacato indipendentemente dal settore. 
I rappresentanti (presidenti) di ciascun sindacato formano il consiglio della Lega dei sindacati (Lega Sindacale). Questi rappresentanti sono dei candidati nominati ed eletti dalla leadership esecutiva della Lega Sindacale, vale a dire il Presidente e il Presidente Esecutivo (equivalente ad un Vice Presidente o Direttore Esecutivo). Il team eletto sceglierà poi il suo personale di supporto.

## Ruolo dell'Unione
La leadership della Lega Sindacale sostiene di poter parlare a tutti i minatori delle miniere della valle del Jiu della maggior parte delle questioni. Ad esempio rappresentano i minatori nella contrattazione collettiva con il governo e il momento della chiamata per l'intervento dei minatori (ad esempio, uno sciopero). Mentre le loro decisioni sono considerate vincolanti per i membri, vi sono esempi di azioni non supportate da parte di individui o gruppi. Questo si è potuto constatare durante le marce di minatori a Bucarest, dove i minatori non erano d'accordo con questa azione e non erano costretti ad andare. Quelli che non parteciparono non sembra abbiano subito alcuna azione negativa, conseguenza o ritorsioni da parte del sindacato, ma hanno continuato ad essere soci in regola. 
In cambio del loro contributo mensile e l'elezione dei rappresentanti, i minatori aspettano che l'Unione faccia il loro interesse, come la sicurezza del lavoro (ad esempio, impedire il ridimensionamento o la chiusura dell'azienda) l'aumento dei salari, le condizioni di miglioramento del lavoro, e il mantenimento di alcuni diritti acquisiti (ad esempio, riduzioni / sconti sull'elettricità domestica, acqua calda ed altri benefici per i minatori e le loro famiglie), questo durante il periodo di presidenza di Nicolae Ceaușescu. 
Il ruolo della Lega Sindacale appare limitato alla sponsorizzazione e all'attività negoziale sopra le elencate attività (individuali e utenze dei servizi come per il contributo per spese funebri). Il sindacato a livello settoriale non sembra aver giocato un ruolo in qualsiasi sviluppo economico e della comunità regionale o locale. Le affermazioni di alcuni rappresentanti dell'unione, membri del sindacato nel 2003 hanno riferito che il sindacato non ha alcuna validità per i programmi di formazione dei lavoratori, dei disoccupati (consulenza, riqualificazione, o collocamento), o lo sviluppo della comunità (ad esempio, alloggi e condizioni ambientali).